# Игры киллеров
«Игры киллеров» (англ. Assassination Games) — остросюжетный боевик с Жан-Клодом Ван Даммом и Скоттом Эдкинсом в главных ролях, снятый Эрни Барбарашем в 2010 году. 29 июля 2011 года вышел в кинотеатрах США в ограниченном прокате. Релиз на DVD в США состоялся 6 сентября (в России — 14 февраля 2012 года). 19 января фильм вышел в ограниченном прокате в кинотеатрах России, Казахстана и Украины.

## Сюжет
Винсент Брэзил и Роланд Флинт — незнакомые друг другу отъявленные наёмники. Брэзил является мастером холодного оружия, готовым за устраиваемую цену взяться за любую работу. Флинт — первоклассный стрелок, отошедший от дел после зверского нападения на его жену, оказавшуюся в коме.
Однажды каждый из них получает задание, целью которого оказывается один и тот же наркобарон. Убрать его хотят оба: Брэзил — ради наживы, Флинт — чтобы отомстить за жену. Однако воротилы преступного мира объявляют охоту на них самих, и двум конкурентам приходится неохотно объединить свои силы, чтобы расправиться со своей целью до того, как их самих уничтожат.

## В ролях
- Жан-Клод Ван Дамм — Винсент Брэзил
- Скотт Эдкинс — Роланд Флинт
- Кевин Чэпмен — Куллей
- Айван Кэй — Поло
- Валентин Теодосиу — Бланчард
- Элин Пэнк — Ковач
- Сербан Челеа — Уилсон Херрод
- Майкл Хиггс — Годфри
- Кристофер Ван Варенберг — Шелл
- Мария Каран — Октоубер
- Бьянка Бри — Анна Флинт
- Эндрю Френч — Налбандян
- Аттила Арпа — Телли
- Андрей Финти — Вадим Бельский
- Мария Гузеева — русская девушка

## Производство
На раннем этапе производства фильм носил название «Оружие» (англ. Weapon), а режиссёром выступил Рассел Малкэхи. В паре с Жан-Клодом Ван Даммом должен был сняться Стивен Сигал, но впоследствии он был заменён Винни Джонсом, которого в конечном итоге сменил Скотт Эдкинс.
Съёмки проводились с 5 сентября по 15 октября 2010 года в Румынии (Бухарест) и США (Новый Орлеан, штат Луизиана).

## Критика
Артём Ушан в своей рецензии для «Интерфакса» называет данный фильм «типичным фильмом с Жан-Клодом Ван Даммом». Критик обращает внимание на сильно ограниченный бюджет фильма, следствием чего явилось небольшое количество сцен драк или погонь, съёмки в Румынии и относительно невысокое качество изображения. Кроме того, ещё одним минусом фильма стало «максимальное упрощение» психологических дилемм персонажей, что, по мнению критика, создаёт ненужный перекос в сторону личной жизни героев.